# S/2000 (1998 WW31) 1

Imagen artística del cinturón de Kuiper, de la nube de Oort, donde aparece la órbita de S/2000 (1998 WW_{31}.

S/2000 (1998 WW31) 1 es el satélite del objeto transneptuniano de 1998 WW31 formando con él un planeta doble. Fue descubierto en abril de 2001 por Christian Veillet y Alain Doressoundiram con imágenes tomadas el 21 y 22 de diciembre de 2000.
- Datos: Q292049